# 高根島灯台
高根島灯台（こうねしまとうだい）は広島県尾道市の瀬戸内海芸予諸島に属する高根島北端の押寄鼻の崖上に立つ石造の灯台。
同灯台は潮流の速い来島海峡を避けた中国地方の沿岸航路用に明治時代に建設された芸予諸島9灯台の一つで、日本の灯台50選に選ばれている。

## 歴史
- 1897年（明治27年）5月15日、初点灯
- 1913年（明治43年）4月、灯台の機能を停止し、潮流信号塔となる。
- 1953年（昭和28年）9月、電化して灯台業務を再開。
- 1959年（昭和34年）3月、自動化して無人運用。
- 1993年（平成5年）3月、改築。